# Oncidium chrysothyrsus
O Oncidium chrysothyrsus é uma espécie de orquídeas do gênero Oncidium, da subfamília Epidendroideae, pertencente à  familia das Orquidáceas. É nativa do sudeste do Brasil.

## Sinônimos
- Oncidium bifolium Sims (1812)